# Pseudosaproecius dicerus
Pseudosaproecius dicerus är en skalbaggsart som beskrevs av D'orbigny 1915. Pseudosaproecius dicerus ingår i släktet Pseudosaproecius och familjen bladhorningar. Inga underarter finns listade i Catalogue of Life.